# Зернові культури
Зернові́ культу́ри (також хлібні рослини) — трав'янисті рослини, які вирощують заради їстівного зерна. Зернові є найбільшими сільськогосподарськими культурами у світі, і тому є основними продуктами харчування. До них належать рис, пшениця, жито, овес, ячмінь, просо та кукурудза (кукурудза). Їстівні зерна з інших родин рослин, такі як амарант, гречка та кіноа, є псевдозлаками. Більшість зернових є однорічними рослинами, що дають один урожай з кожної посадки, хоча рис іноді вирощують як багаторічну рослину. Озимі сорти досить витривалі, тому їх можна висаджувати восени, взимку вони перебувають у стані спокою, а урожай збирають навесні або на початку літа; ярі сорти висаджують навесні, а урожай збирають наприкінці літа. Термін «зернові» походить від імені римської богині зернових культур і родючості Церери.
Зернові культури були одомашнені в епоху неоліту близько 8000 років тому. Пшениця та ячмінь були одомашнені в країнах Родючого Півмісяця. Рис та деякі види проса були одомашнені у Східній Азії, а сорго та інші види проса — у Західній Африці. Кукурудза була одомашнена корінними народами Америки на півдні Мексики близько 9000 років тому. У XX столітті врожайність зернових значно зросла завдяки «зеленій революції». Це збільшення виробництва супроводжувалося зростанням міжнародної торгівлі, причому деякі країни виробляють значну частину зернових для інших країн.
Зернові культури є їжею, яку вживають безпосередньо у вигляді цільного зерна, зазвичай у вареному вигляді, або ж їх перемелюють на борошно і виготовляють хліб, кашу та інші продукти. Зернові мають високий вміст крохмалю, що дає змогу переробляти їх на алкогольні напої, такі як пиво. Вирощування зернових культур має значний вплив на навколишнє середовище і часто відбувається у високоінтенсивних монокультурах. Шкоду для навколишнього середовища можна зменшити за допомогою сталих практик, які зменшують вплив на ґрунт і покращують біорізноманіття, таких як нульовий обробіток ґрунту та змішане вирощування.

## Історія

### Походження

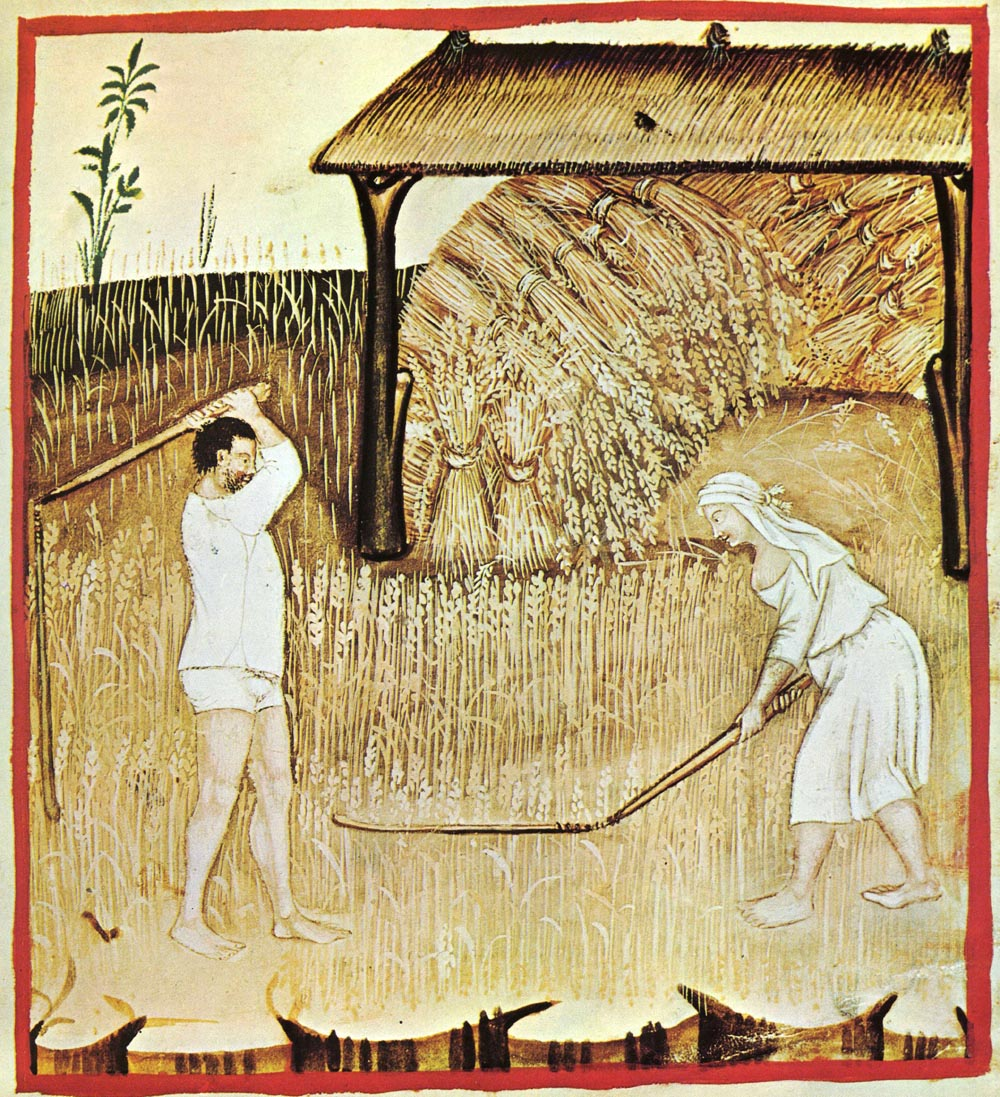
Молотьба ціпами зібраного врожаю.Tacuinum Sanitatis XIV століття

Пшеницю, ячмінь, жито та овес збирали та вживали в їжу на Родючому Півмісяці на початку неоліту. Зерна злаків віком 19 000 років були знайдені на стоянці Охало II в Ізраїлі, разом з обвугленими залишками дикої пшениці та ячменю.
У той же період селяни в Китаї почали вирощувати рис і просо, використовуючи спричинені людиною повені та пожежі як частину свого режиму вирощування. Використання ґрунтових поліпшувачів, включаючи гній, рибу, компост і попіл, очевидно, розпочалося раніше і розвивалося незалежно в таких регіонах світу, як Месопотамія, долина Нілу та Східна Азія.
Зернові, які стали сучасними ячменем і пшеницею, були одомашнені близько 8000 років тому в країнах Родючого Півмісяця. Просо та рис були одомашнені у Східній Азії, тоді як сорго та інші просо були одомашнені в Західній Африці на південь від Сахари, в основному як корм для худоби. Кукурудза виникла в результаті єдиного одомашнення в Мезоамериці близько 9000 років тому.
У цих сільськогосподарських регіонах релігія часто формувалася під впливом божества, пов'язаного із зерном і врожаєм. У месопотамському міфі про створення світу еру цивілізації відкриває богиня Ашнан. Римська богиня Церера опікувалася сільським господарством, зерновими культурами, родючістю та материнством; термін «злаки» походить від латинського cerealis, «зерновий», що спочатку означало «від [богині] Церери». Кілька богів давнини поєднували сільське господарство та війну: хеттська богиня Сонця Арінна, ханаанський Лахму та римський Янус.
Розвинені цивілізації виникали там, де зернове господарство створювало надлишки, дозволяючи відбирати частину врожаю в селян і концентрувати владу в містах.

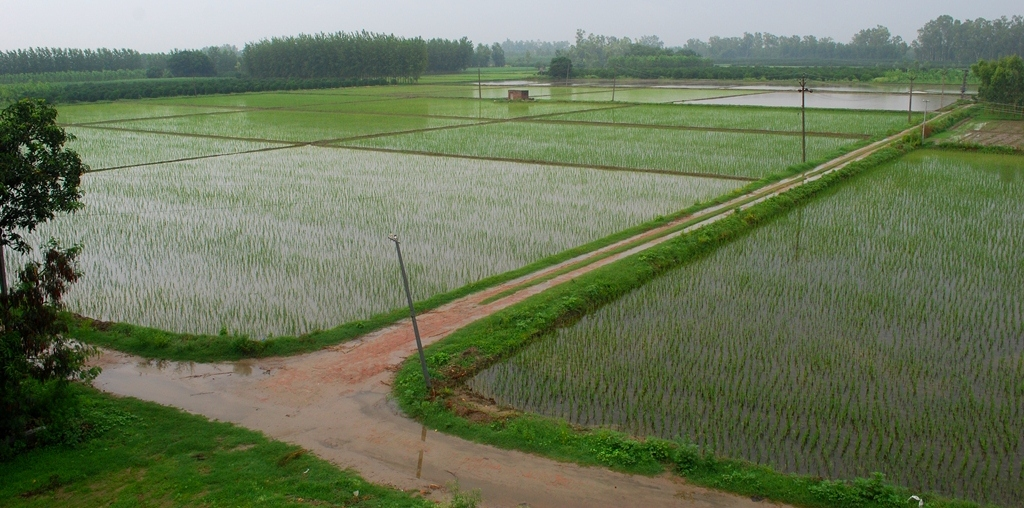
Рисові поля в Індії. Участь Індії в Зеленій революції допомогла вирішити проблему дефіциту продовольства в
середині XX століття.

### Сучасність
У другій половині XX століття відбулося значне збільшення виробництва високоврожайних зернових культур у всьому світі, особливо пшениці та рису, завдяки Зеленій революції — технологічним змінам, що фінансувалися організаціями з розвитку. Стратегії, розроблені Зеленою революцією, включали механізовану обробку ґрунту, монокультуру, азотні добрива та виведення нових сортів насіння. Ці інновації були спрямовані на боротьбу з голодом і збільшення врожайності з однієї рослини, і були дуже успішними у підвищенні загальної врожайності зернових культур, але менше уваги приділялося поживній якості. Ці сучасні високоврожайні зернові культури, як правило, мають низьку якість білків, з дефіцитом незамінних амінокислот, високий вміст вуглеводів і не мають збалансованих незамінних жирних кислот, вітамінів, мінералів та інших факторів якості. Так звані старі сорти зернових і традиційні сорти набули великої популярності завдяки «органічним» рухам на початку XXI століття, але водночас доводиться йти на компроміс у врожайності з однієї рослини, чинячи тиск на бідні на ресурси райони, оскільки продовольчі культури замінюються товарні.

## Класифікація
До цієї групи культур належать три ботанічні родини: злакові, або тонконогові (Gramineae, Poaceae), бобові (Fabaceae, Leguminosae) та гречкові (Polygonaceae), їх плоди — зернівки у злакових, горішки у гречки, насіння — у бобових рослин.
- За морфологічними та біологічними особливостями зернові злакові культури поділяють на дві основні категорії:

- Хлібні зернові культури (у тому числі круп'яні). Більшість хлібних зернових культур (пшениця, ячмінь, жито, овес, рис, кукурудза, сорго, просо, чумиза, могар, пайза, дагусса тощо) належить до ботанічної родини злаків (Poaceae). Гречка — до родини гречаних (Polyponaceae). Борошнистий амарант Chenopodium quinoa — до родини амарантових.
- Зернобобові культури (боби) — горох, квасоля, сочевиця, соя та інші.

- За типом розвитку і тривалості вегетації хлібні зернові культури поділяються на озимі культури та ярові культури.

## Хімічний склад
Зерно хлібних зернових містить багато вуглеводів (60—80 % у перерахунку на суху речовину), білків (7—20 % на суху речовину),ферменти, вітаміни комплексу В (B1, B2, B6), PP і провітамін А, чим і визначається їхня висока поживність для людини й цінність для кормового використання.
Бобові зернові — горох Pisum, квасоля Phaseolus, соя Glycine max, віка Vicia, сочевиця Lens, боби Vigna та інші, також дуже поширена група культурних рослин, що належат до родини бобових (Fabaceae або Leguminosae), дають зерно, багате білком (у середньому 20—40 % на суху речовину, люпин Lupinus до 61 %). У зерні деяких бобових зернових культур багато олії, наприклад в сої до 27 %, арахісі Arachis до 52 % на суху речовину.

### Середній хімічний склад основних видів зерна (г/100 г зерна)
| Вид зерна              | Вода | Білок | Жири    | Вуглеводи | Харчові волокна | Зола  |
| ---------------------- | ---- | ----- | ------- | --------- | --------------- | ----- |
| Пшениця тверда (дурум) | 14,0 | 13,0  | 2,5     | 57,5      | 11,3            | 1,7   |
| Пшениця м'яка          | 14,0 | 11,8  | 2,2     | 59,5      | 10,8            | 1,7   |
| Жито                   | 14,0 | 9,9   | 2,2     | 55,8      | 16,4            | 1,7   |
| Ячмінь                 | 14,0 | 10,3  | 2,4     | 56,4      | 14,5            | 2,4   |
| Овес                   | 13,5 | 10,0  | 6,2     | 55,1      | 12,0            | 3,2   |
| Кукурудза              | 14,0 | 10,3  | 4,9     | 60,0      | 9,6             | 1,2   |
| Просо                  | 13,5 | 11,2  | 3,9     | 54,6      | 13,9            | 2,9   |
| Рис                    | 14,0 | 7,5   | 2,6     | 62,3      | 9,7             | 3,9   |
| Гречка                 | 14,0 | 10,8  | 3,2     | 56,0      | 14,0            | 2,0   |
| Сорго                  | 13,0 | 9-14  | 2,5-3,5 | 69,5      | 2-3             | 2-2,5 |
| Горох                  | 14,0 | 20,5  | 2,0     | 49,5      | 11,2            | 2,8   |
| Соя                    | 12,0 | 34,9  | 17,3    | 17,3      | 13,5            | 5,0   |
| Соняшник               | 8,0  | 20,7  | 52,9    | 10,5      | 5,0             | 2,9   |
| Ріпак                  | 8,1  | 30,8  | 43,6    | 7,2       | 5,8             | 4,5   |
| Квасоля                | 14,0 | 21,0  | 2,0     | 47,0      | 12,4            | 3,6   |
| Сочевиця               | 14,0 | 24,0  | 1,5     | 46,3      | 11,5            | 2,7   |

## Вирощування

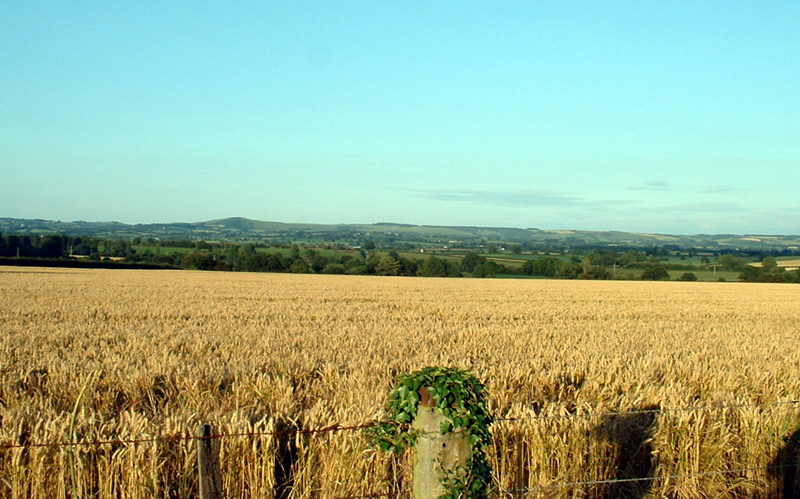
Поля пшениці у Дорсеті, Англія

Хлібні зернові культури вирощують на всіх континентах нашої планети. Північні і південні кордони їх ареалу збігаються з межами землеробства. Серед хлібних зернових культур найпоширеніші пшениця Triticum, рис Oryza (особливо в країнах Азії), кукурудза Zea (найбільші площі в Північній Америці), жито Secale cereale (головним чином у Європі), овес Avena (у Північній Америці та Європі), ячмінь Hordeum vulgare (у Європі, Азії, Північній Америці), просо Panicum і сорго Sorghum (в Азії, Африці). Решта культури менш поширені: чумиза Setaria italica, пайза загалом у Китаї, африканське просо, теф  Eragrostis tef у Ефіопії, дагуса в Індії, борошнистий амарант в Перу. 1970 року світова посівна площа хлібних зернових культур становила 694 млн. га, у тому числі:
- пшениці 209,8 млн га,
- рису 134,6 млн га,
- кукурудзи більше ніж 107,3 млн га

Світовий валовий збір зерна становив 1196 млн тонн. Урожайність хлібних зернових культур сильно коливається (в цнт/га). Наприклад, урожай рису в Індії 17—20, Японії понад 50, Іспанії 58—62; пшениці в Індії 11—12, НДР 35—37, США 20—21. У СРСР в 1971 році хлібними зерновими культурами було зайнято 110,8 млн га, у тому числі пшеницею 64, житом 9,5, вівсом 9,6, ячменем 21,6, рисом 0,4, кукурудзою 3,3, просом 2,4 млн га. Валовий збір зерна склав 172,66 млн тонн, середній урожай 15,6 цнт/га (в Молдові 29,3, Литві 24,5, в Україні 23,4 цнт/га).
| Ранг | Країна    | Кількість (в тоннах) |     | Ранг           | Країна        | Кількість (в тоннах) |
| ---- | --------- | -------------------- | --- | -------------- | ------------- | -------------------- |
| 1    | КНР       | 483.679.700          | 13  | Пакистан       | 38.373.500    |                      |
| 2    | США       | 419.810.449          | 14  | Таїланд        | 36.280.383    |                      |
| 3    | Індія     | 246.774.000          | 15  | Австралія      | 34.942.459    |                      |
| 4    | Росія     | 95.079.470           | 16  | Туреччина      | 33.569.627    |                      |
| 5    | Індонезія | 82.028.630           | 17  | М'янма         | 31.950.000    |                      |
| 6    | Бразилія  | 71.288.144           | 18  | Мексика        | 31.675.966    |                      |
| 7    | Франція   | 70.040.000           | 19  | Нігерія        | 30.209.000    |                      |
| 8    | Німеччина | 49.748.185           | 20  | Польща         | 29.826.471    |                      |
| 9    | Канада    | 49.059.300           | …   |                |               |                      |
| 10   | Бангладеш | 46.812.170           | 50  | Австрія        | 5.141.838     |                      |
| 11   | Україна   | 45.406.000           | 102 | Швейцарія      | 1.006.326     |                      |
| 12   | В'єтнам   | 43.278.900           |     | Всього у світі | 2.489.301.668 |                      |

## Зернові культури в Україні

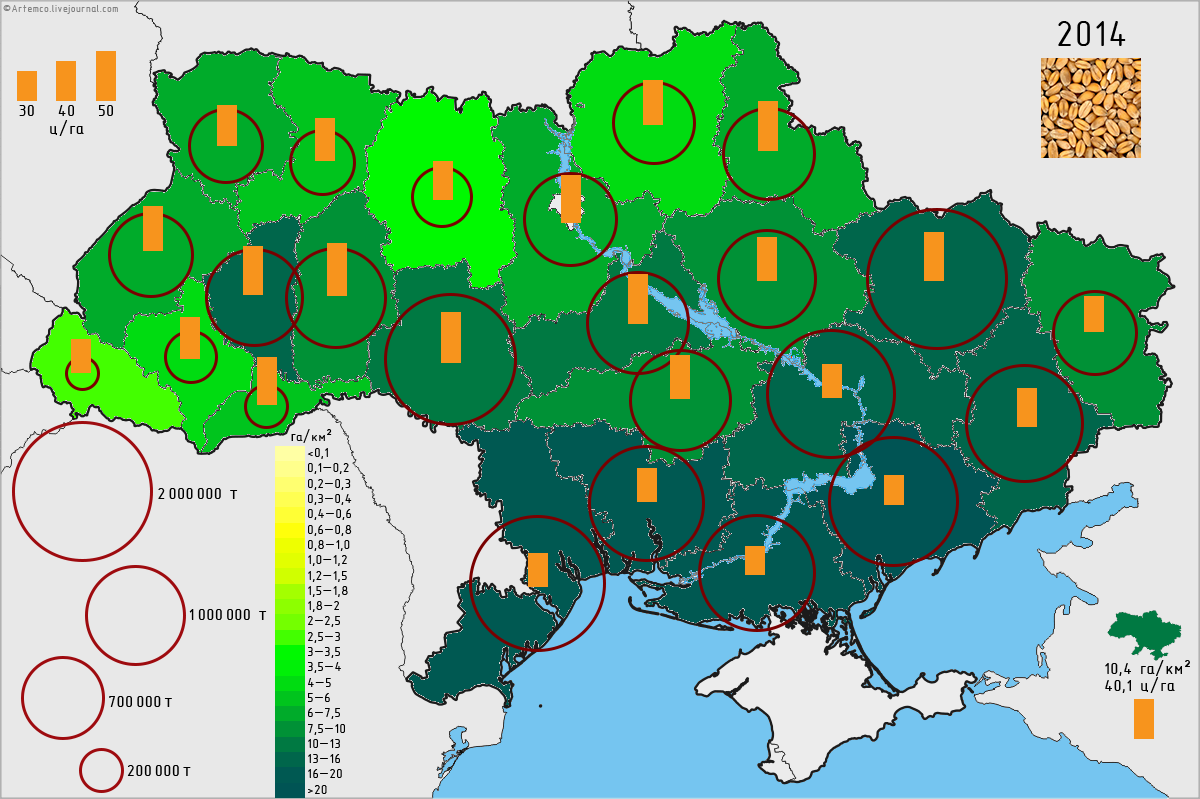
Виробництво пшениці в Україні, 2014

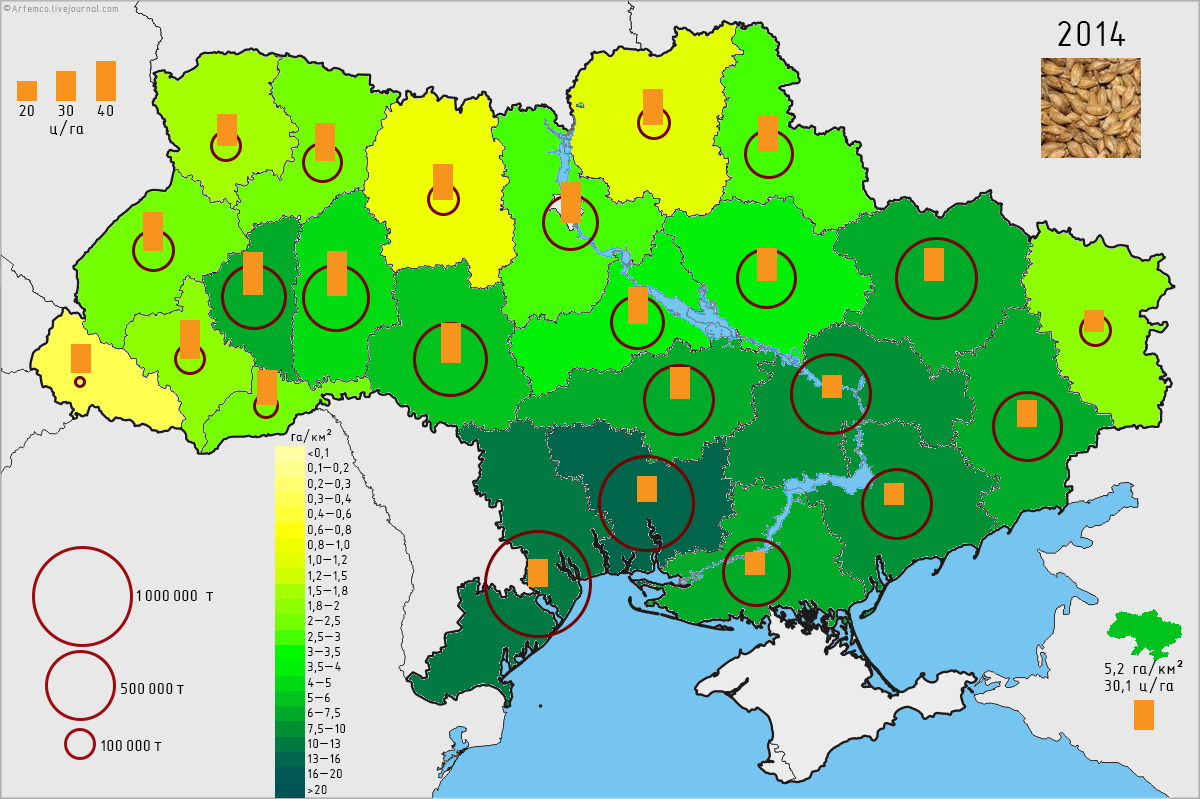
Виробництво ячменю в Україні, 2014

Зернові культури в Україні займають 45—50 % загальної посівної площі. Перші місця за посівними площами та за значенням належить культурам, що поділяють 9 родів: пшениця, жито, тритикале, ячмінь, овес, просо, кукурудза, сорго, рис. Рід поділяється на менші таксони — Види, різноманітності (varieties) і різновидності (subvariaties).
Жито, овес, просо та інші зернові культури на землях України почали сіяти в неоліті, від VI тисячоліття до н. е.
У студії «Час Тайм» «Голосу Америки» президент Української зернової асоціації Володимир Клименко заявляв, що у 2011 році Україна зібрала 56 млн тонн зернових, з яких відправили на експорт 22 млн тонн зерна.

## Використання

### Безпосереднє споживання
Деякі зернові культури, такі як рис, не потребують особливої підготовки перед вживанням у їжу. Наприклад, для приготування простого вареного рису сирий шліфований рис промивають і варять. Такі продукти, як каша та мюслі,, можуть складатися в основному з цільних зерен, особливо вівса, тоді як комерційні сніданки. такі як гранола, можуть бути піддані глибокій переробці та змішані з цукром, оліями та іншими продуктами.

### Страви на основі борошна

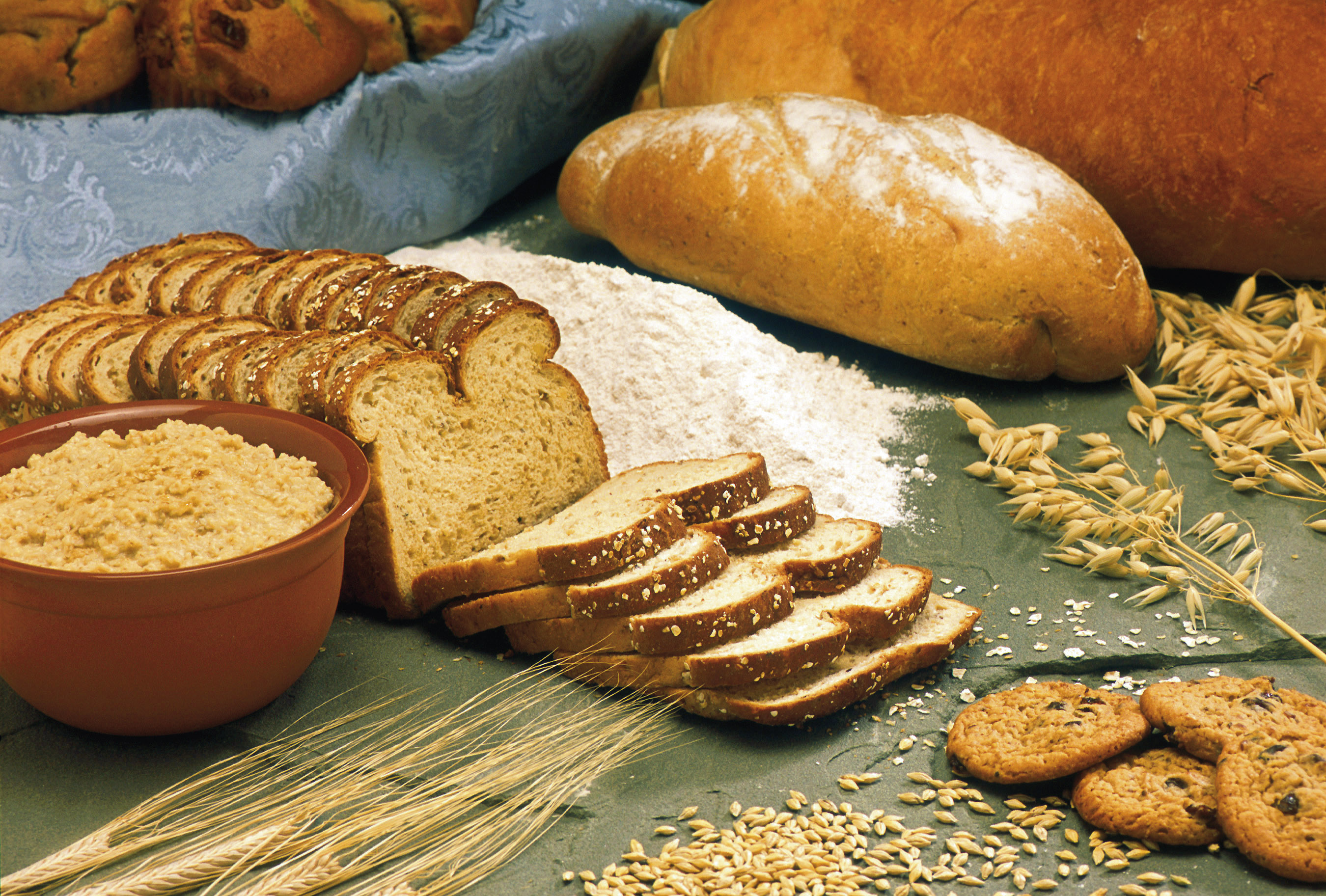
Хліб, борошно, каші та печиво виготовляють із зернових культур

Зернові культури можна молоти для отримання борошна. Пшеничне борошно є основним інгредієнтом хліба та макаронних виробів. Кукурудзяне борошно з давніх часів відіграє важливу роль Мезоамериці, де з нього готують такі страви, як тортильї та тамале. Житнє борошно є складовою хліба в Центральній та Північній Європі, а рисове борошно поширене в Азії.
Зерно злаків складається з крохмалистого ендосперму, зародка та висівок. Цільнозернове борошно містить усі ці компоненти; а біле борошно не містить зародка або висівок або містить їх у меншій кількості. 

### Алкоголь
Оскільки зернові культури мають високий вміст крохмалю, їх часто використовують для виробництва промислового спирту та алкогольних напоїв шляхом ферментації. Наприклад, пиво виробляють шляхом варіння та бродіння крохмалю, головним чином із зернових культур, найчастіше із солодового ячменю. Рисові вина, такі як японське саке, варять в Азії; ферментоване рисове та медове вино виготовляли в Китаї близько 9000 років тому.

### Корм для тварин
Зернові культури та похідні від них продукти, такі як сіно, регулярно використовуються для годування сільськогосподарських тварин. До поширених зернових, що використовуються як корм для тварин, належать кукурудза, ячмінь, пшениця та овес. Вологі зерна можуть піддаватися хімічній обробці або перероблятися на силос; механічно сплющуватися або гофруватися і зберігатися в герметичних сховищах до використання; або зберігатися в сухому вигляді з вмістом вологи менш ніж 14%. У комерційних цілях зерно часто змішують з іншими матеріалами та формують у кормові гранули.

## Вплив на навколишнє середовище

### Впливи

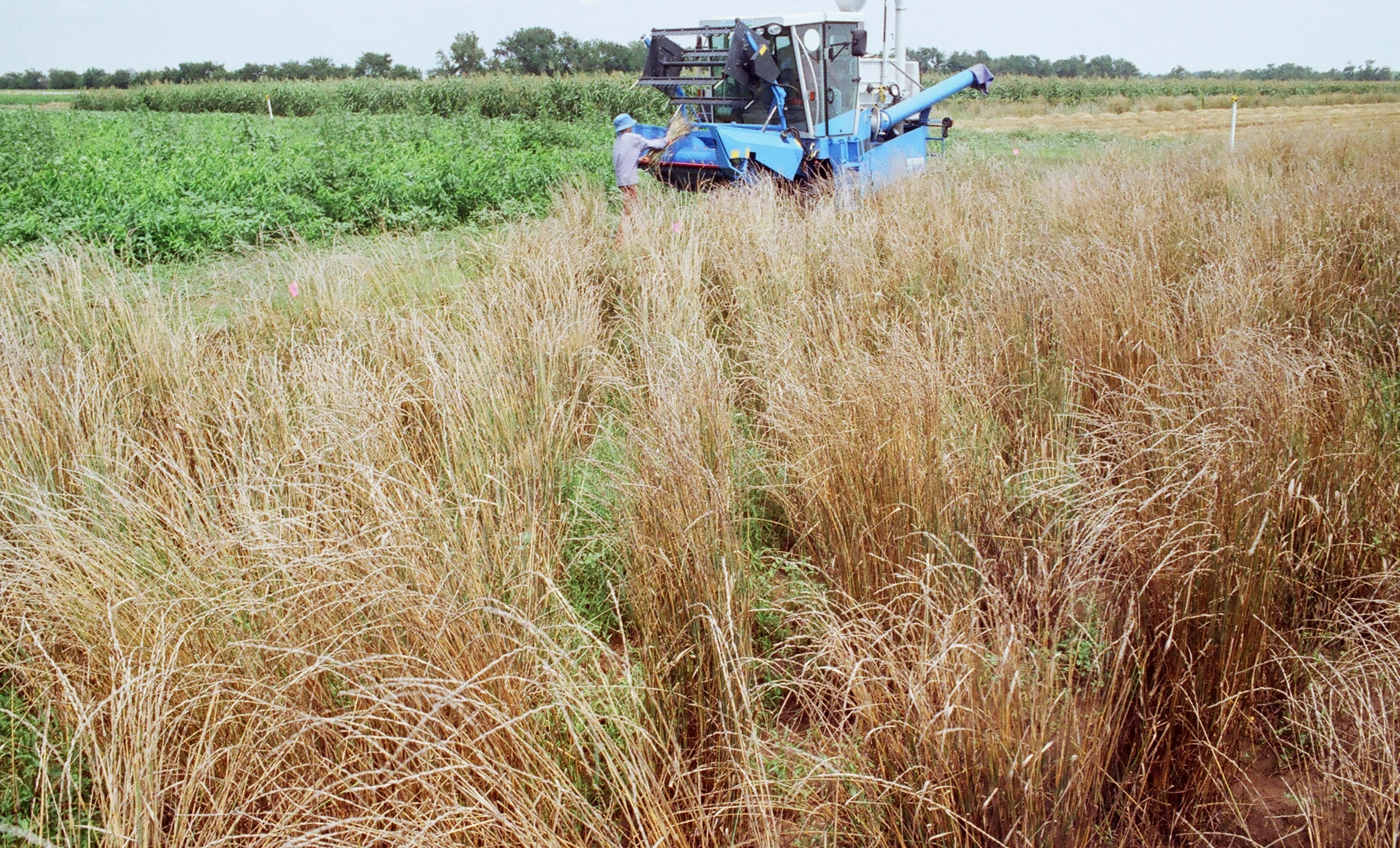
Збір врожаю кернзи, багаторічної злакової культури, виведеної у 21 столітті. Оскільки вона щороку відростає, фермерам більше не потрібно обробляти ґрунт.

Виробництво зернових культур має значний вплив на навколишнє середовище. Обробка ґрунту може призвести до ерозії ґрунту та збільшення стоку. Зрошення споживає велику кількість води; її видобуток з озер, річок або водоносних горизонтів може мати численні наслідки для навколишнього середовища, такі як зниження рівня ґрунтових вод та засолення водоносних горизонтів. Виробництво добрив сприяє глобальному потеплінню, а їх використання може призвести до забруднення та евтрофікації водних шляхів. Сільське господарство використовує велику кількість викопного палива, виділяючи парникові гази, які сприяють глобальному потеплінню. Використання пестицидів може завдати шкоди дикій природі, наприклад, бджолам.

### Пом'якшення наслідків
Деякі наслідки вирощування зернових культур можна пом'якшити, змінивши методи виробництва. Обробку ґрунту можна зменшити за допомогою нульового обробітку ґрунту, наприклад, шляхом прямого посіву насіння зернових культур, або шляхом виведення та висаджування багаторічних сортів культур, які не потребують щорічного обробітку ґрунту. Рис можна вирощувати як ратонну культуру; а інші дослідники вивчають багаторічні злаки холодної пори року, такі як кернза, що розробляються в США.
Використання добрив та пестицидів можна зменшити в деяких полікультурах, вирощуючи кілька культур на одному полі одночасно. Використання азотних добрив на основі викопного палива можна зменшити, чергуючи зернові культури разом із бобовими, які фіксують азот. Викиди парникових газів можна ще більше скоротити завдяки ефективнішому зрошенню або методам збору води, таким як контурне риття траншей, що зменшує потребу в зрошенні, а також шляхом виведення нових сортів сільськогосподарських культур.